# Caribeñas Volleyball Club 2019
Questa voce raccoglie le informazioni riguardanti il Caribeñas Volleyball Club nella stagione 2019.

## Stagione
Il Caribeñas Volleyball Club disputa la stagione 2019 col nome sponsorizzato Caribeñas New Horizons. 
Nel corso della Liga de Voleibol Superior si classifica al terzo posto in regular season, prendendo così parte alle semifinali dei play-off scudetto, dove elimina il Cristo Rey, prima di uscire sconfitto in tre partite nella finale contro il Mirador, non riuscendo a difendere il titolo conquistato nella precedente annata.

## Organigramma societario
Area direttiva
- Presidente: José Augusto Castro

Area tecnica
- Allenatore: Cristian Cruz

## Rosa
| N° | Nome              | Ruolo | Data di nascita   | Nazionalità sportiva |
| -- | ----------------- | ----- | ----------------- | -------------------- |
| 1  | Annerys Vargas    | C     | 7 agosto 1981     | Rep. Dominicana      |
| 2  | Alondra Reyes     | S     | 4 luglio 1998     | Rep. Dominicana      |
| 3  | Lisvel Eve        | S     | 10 settembre 1991 | Rep. Dominicana      |
| 4  | Vielka Peralta    | S     | 13 aprile 1999    | Rep. Dominicana      |
| 5  | Leslie Jerez      | L     | 28 agosto 2002    | Rep. Dominicana      |
| 6  | Camil Domínguez   | P     | 7 dicembre 1991   | Rep. Dominicana      |
| 7  | Alma Justo        | L     | 1º settembre 2001 | Rep. Dominicana      |
| 8  | Cándida Arias     | C     | 11 marzo 1992     | Rep. Dominicana      |
| 9  | Carmen Casó       | L     | 29 novembre 1981  | Rep. Dominicana      |
| 10 | Naomi Vergés      | O     | 7 dicembre 2000   | Rep. Dominicana      |
| 11 | Alanae Margaritha | C     | 23 novembre 2004  | Rep. Dominicana      |
| 12 | Hennesys Lalane   | P     | 10 aprile 2000    | Rep. Dominicana      |
| 13 | Erasma Moreno     | S     | 25 novembre 1991  | Rep. Dominicana      |
| 16 | Brenda Rodríguez  | C     | 13 ottobre 2000   | Rep. Dominicana      |
| 17 | Antonia Rosario   | O     | 11 luglio 2002    | Rep. Dominicana      |
| 18 | Isabella Ferrand  | S     | 11 giugno 2001    | Rep. Dominicana      |
| 19 | Ana Binet         | L     | 9 febbraio 1992   | Rep. Dominicana      |
| 21 | Esmeralda Ramírez | S     | 7 aprile 1992     | Rep. Dominicana      |
| 25 | Cristina Román    | S     | 26 dicembre 2001  | Rep. Dominicana      |

## Mercato
| Acquisti | Acquisti          | Acquisti          | Acquisti   |
| R.       | Nome              | da                | Modalità   |
| -------- | ----------------- | ----------------- | ---------- |
| S        | Alondra Reyes     | Cristo Rey        | definitivo |
| S        | Lisvel Eve        | Deportivo Géminis | definitivo |
| L        | Leslie Jerez      | ?                 | definitivo |
| L        | Alma Justo        | ?                 | definitivo |
| L        | Carmen Casó       | -                 | definitivo |
| O        | Naomi Vergés      | ?                 | definitivo |
| C        | Alanae Margaritha | ?                 | definitivo |
| S        | Erasma Moreno     | Guerreras         | definitivo |
| C        | Brenda Rodríguez  | Cristo Rey        | definitivo |
| O        | Antonia Rosario   | ?                 | definitivo |
| S        | Isabella Ferrand  | ?                 | definitivo |
| L        | Ana Binet         | Guerreras         | definitivo |
| S        | Esmeralda Ramírez | ?                 | definitivo |
| S        | Cristina Román    | ?                 | definitivo |

| Cessioni | Cessioni          | Cessioni          | Cessioni   |
| R.       | Nome              | a                 | Modalità   |
| -------- | ----------------- | ----------------- | ---------- |
| L        | Winifer Fernández | -                 | ritirata   |
| S        | Lisvel Eve        | Deportivo Géminis | definitivo |
| O        | Sidarka Núñez     | -                 | ritirata   |
| L        | Yemarí Reyes      | Cristo Rey        | definitivo |
| S        | Juana Saviñon     | -                 | ritirata   |
| P        | Iris Santos       | -                 | ritirata   |
| C        | Cindy Rondón      | -                 | ritirata   |
| S        | Prisilla Rivera   | Guerreras         | definitivo |
| P        | Celenia Toribio   | Seward County     | definitivo |
| O        | Gina Mambrú       | Cristo Rey        | definitivo |
| O        | Brayelin Martínez | Aydın BB          | definitivo |

## Statistiche

### Statistiche di squadra
| Competizione | Punti | In casa | In casa | In casa | In trasferta | In trasferta | In trasferta | Totale | Totale | Totale |
| Competizione | Punti | G       | V       | P       | G            | V            | P            | G      | V      | P      |
| ------------ | ----- | ------- | ------- | ------- | ------------ | ------------ | ------------ | ------ | ------ | ------ |
| LVS          | 22    | 0       | 0       | 0       | 0            | 0            | 0            | 14     | 7      | 7      |
| Totale       | -     | 0       | 0       | 0       | 0            | 0            | 0            | 14     | 7      | 7      |

G = partite giocate; V = partite vinte; P = partite perse